# Ка де Скијавино (Ређо Емилија)
Ка де Скијавино је насеље у Италији у округу Ређо Емилија, региону Емилија-Ромања.
Према процени из 2011. у насељу је живело 22 становника. Насеље се налази на надморској висини од 602 м.